# Léa Khelifi
Léa Khelifi (* 12. Mai 1999 in Straßburg) ist eine französische Fußballspielerin.

## Karriere

### Vereine
In ihrer Jugend spielte sie zunächst für kleinere Vereine und wechselte dann im Jahr 2014 in die U-Mannschaft des FC Metz. Bereits Folgejahr rückte sie in den Kader der ersten Mannschaft auf und kam zur Saison 2016/17 öfters zum Einsatz. Nach einigen weiteren Einsätzen wechselte sie zur Saison 2019/20 zu Paris Saint-Germain. Hier stand sie oft im Spieltagskader, kam jedoch nur selten zu Einsätzen. So folgte zur Folgesaison eine Leihe zu FCO Dijon, wo sie wieder zur Stammspielerin wurde. Nach ihrer Rückkehr zu ihrem Stammklub kam sie in der Spielzeit 2022/23 wieder öfters zum Einsatz, meistens als Einwechselspielerin. Zur Spielrunde 2022/23 wechselte sie zu HSC Montpellier.

### Nationalmannschaft
Nach der U17 nahm sie mit der französischen U19 an der Qualifikation für die Europameisterschaft 2018 teil und war auch bei der Endrunde dabei, bei der sie mit ihrer Mannschaft nach der Gruppenphase ausschied. Im selben Jahr kam sie auf Einsätze für die U20 beim Sud Ladies Cup 2018.
Nach zwei Einsätzen für die U23 folgte ihre erste Kadernominierung für die A-Nationalmannschaft im August 2019. Auf ihren ersten Einsatz im Nationaltrikot musste sie jedoch noch ein paar Jahre warten. Dieser erfolgte am 23. Februar 2021 bei einem 2:0-Freundschaftsspielsieg über die Schweiz, als sie in der 64. Minute für Onema Geyoro eingewechselt wurde. Danach folgten im selben Jahr noch weitere Einsätze, ihr letzter war dabei bislang aber auch schon ein WM-Qualifikationsspiel gegen Griechenland im September eben dieses Jahres.